# 長鬚突吻鱈
長鬚突吻鱈，為輻鰭魚綱鱈形目鼠尾鱈科的其中一種，分布於中太平洋東部夏威夷群島海域，體長可達80公分，屬深海底棲性魚類，深度1450-2403公尺，棲息在底層水域，生活習性不明。

## 扩展阅读
維基物種上的相關：長鬚突吻鱈